# Marc Coma
Marc Coma i Camps (ur. 7 października 1976 w Avii w Hiszpanii) – hiszpański motocyklista rajdów terenowych, pięciokrotny zwycięzca Rajdu Dakar z lat 2006, 2009, 2011, 2014 i 2015. Mistrz Świata Cross-Country w latach 2005, 2006 i 2007. W roku 2009 na trasie jednego z etapów rajdu Sardynii miał poważny wypadek, w wyniku którego złamał obojczyk i lewą rękę.

## Wyróżnienia
- 1995: Zwycięzca Junior Cross-Country (175 cm³)
- 1996: Srebrny medal w Cross-Country World Cup
- 1997: 4. miejsce w ME Cross-Country (175 cm³)
- 1998: 2. miejsce w Mistrzostwach Seniorów Cross-Country (125 cm³)
- 1999: 2. miejsce w Memoriale Toni'ego Solera
- 1999: 12. miejsce w Senior Cross-Country World Cup (250 cm³)
- 2000: 3. miejsce w Senior Cross-Country Championship (600 cm³)
- 2000: 10. miejsce w Cross Country Senior World Championship (600 cm³)
- 2000: 3. miejsce w Cross Country World Championship
- 2000: 2. miejsce w Indoor Cross-Country
- 2001: 2. miejsce w Cross-Country Senior Championship (600 cm³)
- 2001: 9. miejsce w Cross Country World Championship
- 2001: 3. miejsce w MŚ
- 2002: Udział w Rajdzie Dakar
- 2002: 1. miejsce w Memoriale Toni'ego Solera
- 2002: 2. miejsce w Baja Espana Aragon
- 2002: 2. miejsce w Senior Cross-Country Championship (600 cm³)
- 2003: 11. miejsce w Rajdzie Dakar
- 2003: Udział w Rajdzie Egiptu
- 2004: 6. miejsce w Rajdzie Sardynii
- 2004: 2. miejsce w Rajdzie Tunezji
- 2004: 2. miejsce w Rajdzie Maroka
- 2004: 1. miejsce w Baja Espana Aragon
- 2004: 7. miejsce w Cross Country World Championship
- 2005: 2. miejsce w Rajdzie Dakar
- 2005: 1. miejsce w Rajdzie Sardynii
- 2005: 1. miejsce w Rajdzie La Pampy
- 2005: 2. miejsce w Rajdzie Maroka
- 2005: 1. miejsce w Rajdzie Faraonów
- 2005: 2. miejsce w Rajdzie Desert Challenge
- 2005: Mistrz Świata w rajdach Cross-Country
- 2006: 1. miejsce w Rajdzie Dakar
- 2006: 1. miejsce w Rajdzie La Pampy
- 2006: 1. miejsce w Rajdzie Sardynii
- 2006: 1. miejsce w Rajdzie Maroka
- 2006: 1. miejsce w Rajdzie Faraonów
- 2006: 1. miejsce w Rajdzie Desert Challenge
- 2006: Mistrz Świata w rajdach Cross-Country
- 2007: 1. miejsce w Rajdzie Tunezji
- 2007: 1. miejsce w Rajdzie Sardynii
- 2007: 1. miejsce w Rajdzie La Pampy
- 2007: 1. miejsce w Rajdzie Faraonów
- 2007: 1. miejsce w Rajdzie UAE Desert Challenge
- 2007: Mistrz Świata w rajdach Cross-Country
- 2009: 1. miejsce w Rajdzie Dakar
- 2011: 1. miejsce w Rajdzie Dakar
- 2012: 2. miejsce w Rajdzie Dakar
- 2015: 1. miejsce w Rajdzie Dakar